# Monte Giallo
Il Monte Giallo è una montagna dell'Appennino Ligure che raggiunge i 969 metri s.l.m.. È posto al confine tra le valli Cerusa e Stura e ricade nel territorio del Parco del Beigua.

## Descrizione
La montagna si trova sullo spartiacque ligure/padano: la Sella Bernè (894 m) la separa verso ovest dal Bric del Dente, mentre il Prato del Sambughetto (in ligure Přàa du Sambüghettu) lo divide dal Bric Geremia, sul quale è presente l'omonimo forte. Dalla cima del monte, sulla quale si trova un piccolo ometto di pietrame, si gode di un ottimo panorama sulla costa e sulle montagne liguri.

## Accesso alla vetta

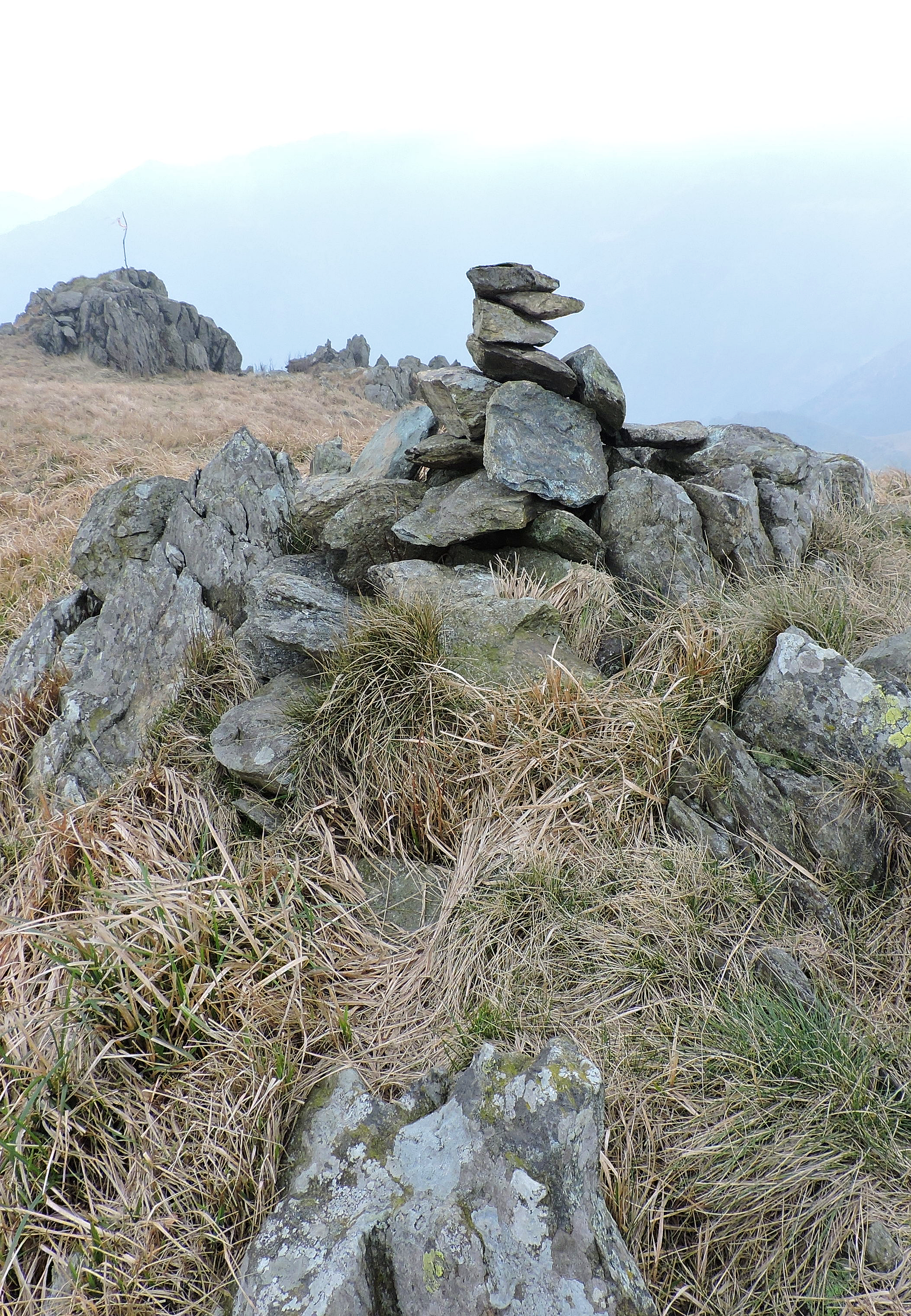
L'ometto sulla cima

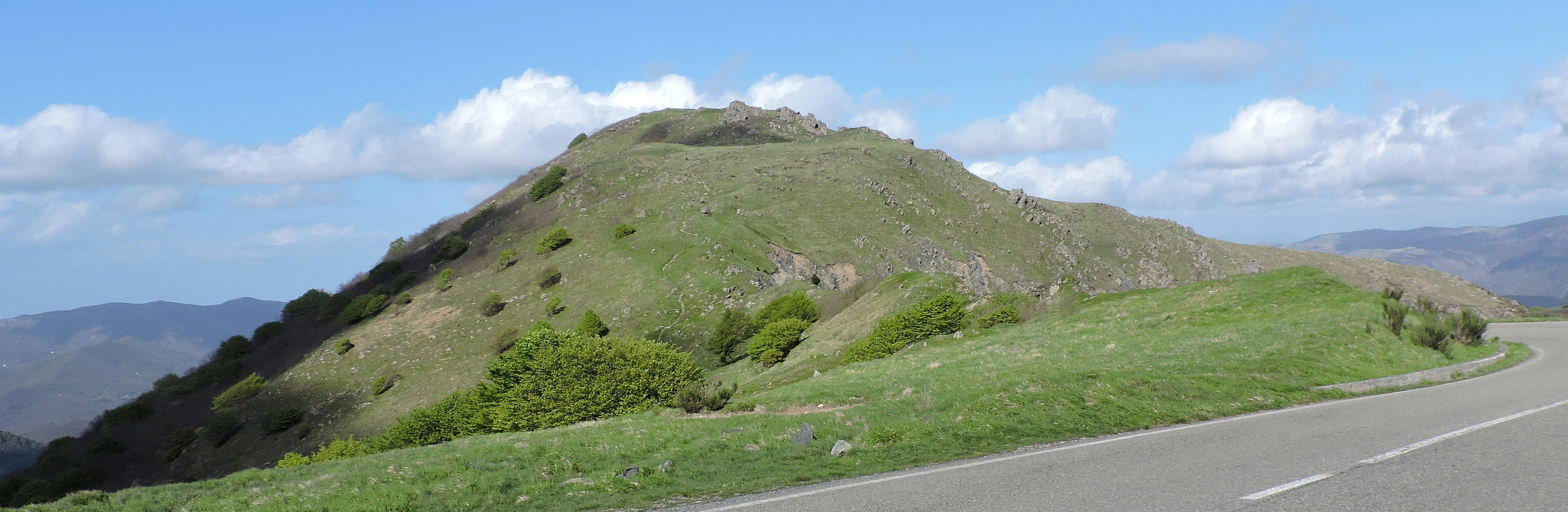
Il Monte Giallo in aprile dalla SP 73

Una comoda via per raggiungere la montagna è arrivare in auto da Voltri o da Masone, con la ex Strada statale 456 del Turchino, fino al Passo del Turchino. Di qui si prosegue verso Vara Superiore e il Passo del Faiallo e ci si ferma alla Sella del Barnè, da dove si può raggiungere agevolmente a piedi la vetta seguendo il crinale verso est.
Il Monte Giallo può essere raggiunto anche da ovest con una breve digressione dal percorso delle tappa n.21 dell'Alta Via dei Monti Liguri, tappa che conduce dal passo del Turchino al passo del Faiallo.

## Punti di appoggio
- Cascina Tröa (in valle Masone)[5]